# Angelo Kelly-Rosales
Angelo Kelly-Rosales (Honduras; 25 de enero de 1993) es un futbolista hondureño-estadounidense. Juega de centrocampista y su equipo actual es el One Knoxville SC de la USL League One norteamericana.

## Trayectoria
Kelly-Rosales nació en Honduras, pero creció en Ottumwa, Iowa, Estados Unidos.
Entre 2012 y 2015 jugó al soccer universitario para la Universidad William Penn, disputando un total de 75 encuentros; anotó 18 goles y dio 20 asistencias.
Al dejar la universidad, jugó en la Premier Development League, en el Midland/Odessa Sockers en 2016 y el Mississippi Brilla en 2017, esto en niveles semi-profesionales.
En marzo de 2018, Kelly-Rosales fichó por el Charleston Battery de la USL. Debutó profesionalmente el 24 de marzo en la victoria por 1-0 sobre el Penn FC.
El 24 de enero de 2022, el jugador firmó contrato con el Pittsburgh Riverhounds.

## Clubes
| Club                   | País           | Año           |
| ---------------------- | -------------- | ------------- |
| Midland/Odessa Sockers | Estados Unidos | 2016          |
| Mississippi Brilla     | Estados Unidos | 2017          |
| Charleston Battery     | Estados Unidos | 2018-2021     |
| Pittsburgh Riverhounds | Estados Unidos | 2022          |
| One Knoxville SC       | Estados Unidos | 2022-presente |